# المملكة الألبانية (1939–1943)
المملكة الألبانية (ب[Mbretnija Shqiptare] خطأ: {{اللغة-؟؟}}: النص يحتوي على علامة مائلة (مساعدة)) (بالألبانية القياسية: Mbretëria Shqiptare) (بالإيطالية: Regno albanese)، معروفة أيضًا باسم ألبانيا الكبرى، تواجدات على أنها محمية لمملكة إيطاليا. كانت فعليًا متحدة مع إيطاليا، ورسميًا يقودها ملك إيطاليا فيكتور عمانويل الثالث وحكومته، حيث كانت ألبانيا محكومة بحكام إيطاليين - بعد الغزو الإيطالي لألبانيا - من 1939 وحتى 1943. أثناء ذلك، توقفت ألبانيا عن كونها دولة مستقلة وأصبحت جزءًا مستقلاً من الإمبراطورية الإيطالية، يقودها موظفو الحكومة الإيطالية، الذين كانوا يهدفون إلى جعل ألبانيا جزء من إيطاليا العظمى بتحويل الألبان إلى طليان واستعمار ألبانيا بمستعمرين طليان من شبه الجزيرة الإيطالية لتحويلها تدريجيًا إلى أرض إيطالية.

## التاريخ

### قبل الغزو: نفوذ إيطاليا وأهدافها في ألبانيا
احتلت إيطاليا ميناء فلوره في ألبانيا في ديسمبر من عام 1914 وذلك قبل التدخل المباشر في الحرب العالمية الأولى ثم بسطت سيطرتها على مناطق في ألبانيا الجنوبية في خريف عام 1916 إذ جندت القوات الإيطالية الألبان غير النظاميين للخدمة إلى جانبها، وفي الثالث والعشرين من أغسطس من العام ذاته احتلت إيطاليا إيبروس الشمالية بإذن من قيادة الحلفاء مجبرة الجيش اليوناني على سحب قواته من هناك.
في يونيو من عام 1917 أعلنت إيطاليا كلًّا من وسط وجنوب ألبانيا محمية إيطالية في حين كان الجزء الشمالي من ألبانيا تابعًا لولايتي صربيا والجبل الأسود.
بحلول الحادي والثلاثين من أكتوبر من عام 1918 طردت القوات الإيطالية والفرنسية الجيش النمساوي المجري من ألبانيا، ثم سحبت إيطاليا قواتها العسكرية بعد نهاية الحرب العالمية الأولى في الثاني من سبتمبر من عام 1920 كنتيجة للضغوط الأجنبية والهزيمة التي لحقت بهم في حرب فلوره.
اخترق نظام الفاشية الإيطالي ألبانيا سياسيًا واقتصاديًا وسيطر عليها خلال حكم زوغو إذ كان مخططًا لضمها قبل سنوات من هذا الحدث، وقد أصبحت ألبانيا محمية إيطالية فعليًا بعد توقيع معاهدتي تيرانا بين عامي 1926 و1927، كذلك كان اقتصاد إيطاليا في ظل حكم زوغو معتمدًا على العديد من القروض المالية التي قدمتها إيطاليا لها منذ عام 1931.
في أغسطس من عام 1933 وضع موسوليني مطالب صارمة على زوغو مقابل استمرار دعم إيطاليا لألبانيا بما فيها شرط حصول كل من يُعين في مناصب قيادية ضمن الحكومة الألبانية على تعليم إيطالي ليصبح الخبير بالإيطالية مستقبلًا موجودًا في كل وزارات الحكومة الألبانية، كما طلب أن يسيطر على الجيش الألباني، ويستبدل الجيش بالقوى البريطانية التي دربت الدرك الألباني قوى إيطالية، كذلك اشترط على ألبانيا إلغاء جميع المعاهدات التجارية القائمة مع البلدان الأخرى وعدم إجراء اتفاقات جديدة بدون موافقة الحكومة الإيطالية إضافة إلى توقيع ألبانيا لمعاهدة تجعل لإيطاليا الأفضلية لديها في التجارة.
وصلت السفن الحربية الإيطالية قبالة الساحل الألباني عندما لم تسدد ألبانيا الدفعة المقررة من القرض لإيطاليا وذلك لترهيبها وإجبارها على الخضوع لأهداف الإيطاليين في المنطقة، رغم ذلك عارض البريطانيون أفعال إيطاليا التي تراجعت بدورها تحت الضغط مدعية أن هذه التدريبات البحرية التي قامت بها كانت مجرد «زيارة ودية».
في الخامس والعشرين من أغسطس عام 1937 كتب وزير الخارجية الإيطالي الكونت غالياتسو تشانو في مذكراته عن العلاقات بين إيطاليا وألبانيا ما يلي: «يجب علينا إنشاء مراكز مستقرة من التأثير الإيطالي هناك، من يدري ماذا يخبئ المستقبل؟ يجب علينا أن نكون جاهزين للاستيلاء على الفرص التي ستقدمها. لن ننسحب هذه المرة كما فعلنا في عام 1920، في جنوب إيطاليا استوعبنا عدة مئات الآلاف من الألبان، لماذا لا يحدث الشيء نفسه على الجانب الآخر من مدخل البحر الأدرياتيكي».
وفي السادس والعشرين من مارس عام 1938 كتب تشانو في مذكراته عن ضم ألبانيا كما فعلت ألمانيا بالنمسا قبل فترة وجيزة «تقرير من جاكوموني عن الوضع في ألبانيا، تغلغلنا أصبح أكثر قوة، البرنامج الذي تتبعته بعد زيارتي نُفذ بدون أي عائق، أنا أتساءل ما إذا كان الوضع العام تحديدًا مع النمسا لا يسمح لنا باتخاذ خطوة للأمام باتجاه السيطرة المطلقة على هذه البلاد، والتي ستكون لنا».
بعد عدة أيام في الرابع من أبريل من ذلك العام كتب «يجب علينا أن نؤكد تدريجيًا على عنصر الحماية في علاقتنا مع ألبانيا».

### الغزو وإقامة النظام الإيطالي
على الرغم من الحماية طويلة الأمد والتحالف مع إيطاليا، غزت القوات الإيطالية ألبانيا في السابع من أبريل عام 1939 قبل خمسة أشهر من بداية الحرب العالمية الثانية، لكن القوات المسلحة الألبانية أثبتت عدم فعاليتها ضد الإيطاليين وهكذا احتُلت البلاد بعد فترة قصيرة من الدفاع ثم هرب الملك الألباني أحمد زوغو إلى اليونان في التاسع من أبريل من العام نفسه.
بالرغم من أن ألبانيا أصبحت محميةً إيطالية فعليًا منذ عام 1927 أراد الزعيم السياسي الإيطالي بينيتو موسوليني سيطرة مباشرة على البلاد لزيادة مكانته ومكانة إيطاليا والرد على ضم ألمانيا للنمسا واحتلال تشيكوسلوفاكيا، كل ذلك بهدف السيطرة على ألبانيا ونشر قوات كبيرة من الجيش الإيطالي تمهيدًا لعمليات مستقبلية في كل من يوغوسلافيا واليونان.
كانت ألبانيا محمية تابعة للمصالح الإيطالية على غرار محمية لبوهيميا ومورافيا الألمانية وحُكمت من قبل نائب إيطالي ممثَّلًا عن الملك فيكتور إيمانويل الثالث وتأسس اتحاد جمركي، أما السياسة الألبانية الخارجية فقد كان من المقرر لروما أن تتولى أمرها. كذلك ضُمت القوات المسلحة الألبانية إلى الجيش الإيطالي وعُين مستشارون إيطاليون داخل كل مستويات الإدارة الألبانية، وشهدت البلاد انتشار الحزب الفاشي الألباني والتنظيمات المصاحبة له على غرار النموذج الإيطالي إذ كان هذا الحزب فرعًا من الحزب الوطني الفاشي لإيطاليا فقد أدى بعض أعضائه اليمين للامتثال لأوامر موسوليني.
بدأ مواطنون إيطاليون بالاستقرار في ألبانيا كمستعمرين بهدف امتلاك أرض ومن ثم تحويلها إلى تربة إيطالية وفي فترة حكم فيكتور إيمانويل عُين شفقت فرلاتشي كرئيس للوزراء متحكمًا بالنشاطات اليومية للمحمية الإيطالية لكن الأخير استُبدل بمصطفى ميرليكا كروجا في الثالث من ديسمبر عام 1941، بعد ذلك أصبحت مصادر البلاد الطبيعية تحت سيطرة إيطاليا المباشرة بما فيها البترول الذي بات ملكًا لشركة أجيب الإيطالية.
كانت ألبانيا مهمة جدًا ثقافيًا وتاريخيًا لأهداف الفاشية الإيطالية القومية إذ كانت الأراضي الألبانية جزءًا من الإمبراطورية الرومانية حتى قبل ضم الرومان لشمال إيطاليا، لاحقًا خلال العصور الوسطى العليا تأثرت بعض المناطق الساحلية (كدُراس) ومُلكت لعدة سنوات من قبل قوى إيطالية على رأسها مملكة نابولي وجمهورية البندقية.
أجاز الحزب الفاشي الإيطالي احتلاله لألبانيا من خلال دراسات بينت التقارب العرقي بين الألبان والإيطاليين خاصة ضد اليوغوسلافيين السلافيين. ادعى الحزب ارتباط الألبانيين بالإيطاليين من خلال التراث العرقي بسبب روابطهم مع الإيتاليوتيين قبل التاريخ والسكان الإيليريين والرومان وأن التأثير الكبير الذي أبدته إمبراطوريتا روما والبندقية على ألبانيا يبرر حق إيطاليا في امتلاكها.
حاولت إيطاليا إضفاء الشرعية على حكمها لألبانيا وكسب التأييد الشعبي من خلال دعم المطامع الألبانية الموجهة نحو كوسوفو التي تقطنها أغلبية ألبانية في مملكة يوغوسلافيا وإيبروس في اليونان خاصة منطقة تشاميريا الحدودية التي تسكنها أقلية تشام الألبانية، هكذا ادعى الناشر الإيطالي تجيوبوليتيكا أن سكان منطقة أكارنانيا اليونانية ينتمون إلى ألبانيا بسبب كونهم ديناريين وشكلوا نظامًا جغرافيًا وحيدًا مع المنطقة الأدرياتيكية.
على الرغم من الجهود التي بذلها النائب الإيطالي فرانشيسكو جاكوموني لإثارة التمردات وإنشاء طابور خامس إضافةً للتقارير التي أرسلها لوزير الخارجية الإيطالي الكونت تشانو لكن الأحداث أثبتت أن الحماس كان قليلًا بين الألبان أنفسهم: بعد غزو إيطاليا لليونان هاجر معظم الألبان أو انشقوا.